# Никогда больше

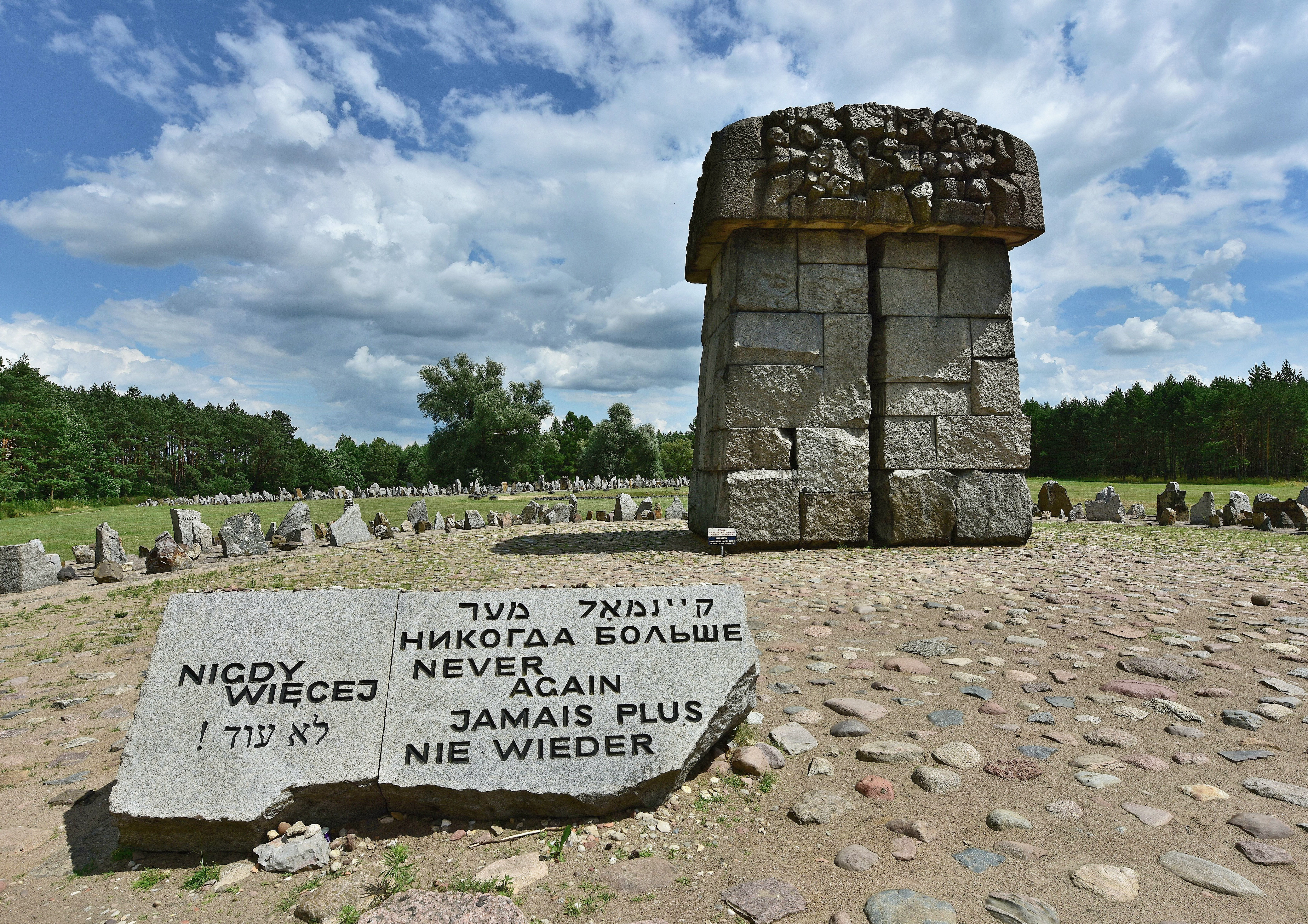
Многоязычный мемориал «Никогда больше» в лагере смерти Треблинка

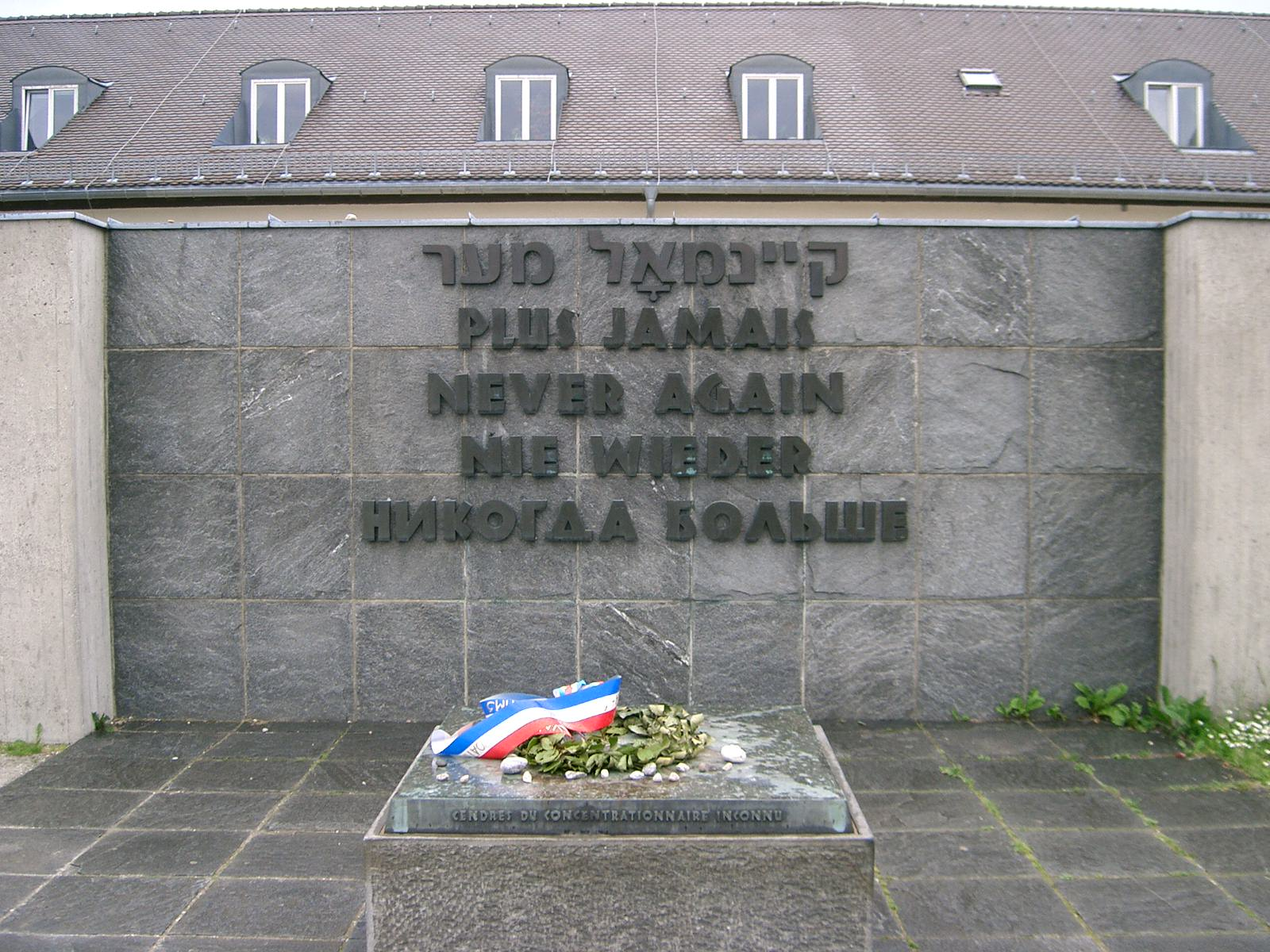
Многоязычный мемориал «никогда больше» в концентрационном лагере Дахау

«Никогда больше» — лозунг, связанный с Холокостом и другими геноцидами. Фраза может происходить из стихотворения Ицхака Ламдана 1927 года, в котором говорилось: «Никогда больше не падёт Масада!». Этот лозунг использовался освобождёнными узниками концлагеря Бухенвальд для выражения антифашистских настроений. Точное значение этой фразы является предметом дискуссий, в том числе по вопросу, следует ли использовать её в качестве лозунга против повторения конкретно Холокоста или же это универсальный лозунг против всех форм геноцида. Фраза была принята в качестве лозунга Лигой защиты евреев Меира Кахане.
Фраза широко используется политиками и писателями, а также на многих мемориалах Холокоста. Однако, по мнению некоторых комментаторов, эта фраза пуста, используется слишком часто и не отражает реальности многочисленных геноцидов, имевших место после Холокоста. Она также использовалась как политический лозунг для других целей, начиная с ознаменования аргентинского переворота 1976 года, продвижения контроля над огнестрельным оружием, права на аборты, а также как лозунг для борьбы с терроризмом после терактов 11 сентября.

## Происхождение

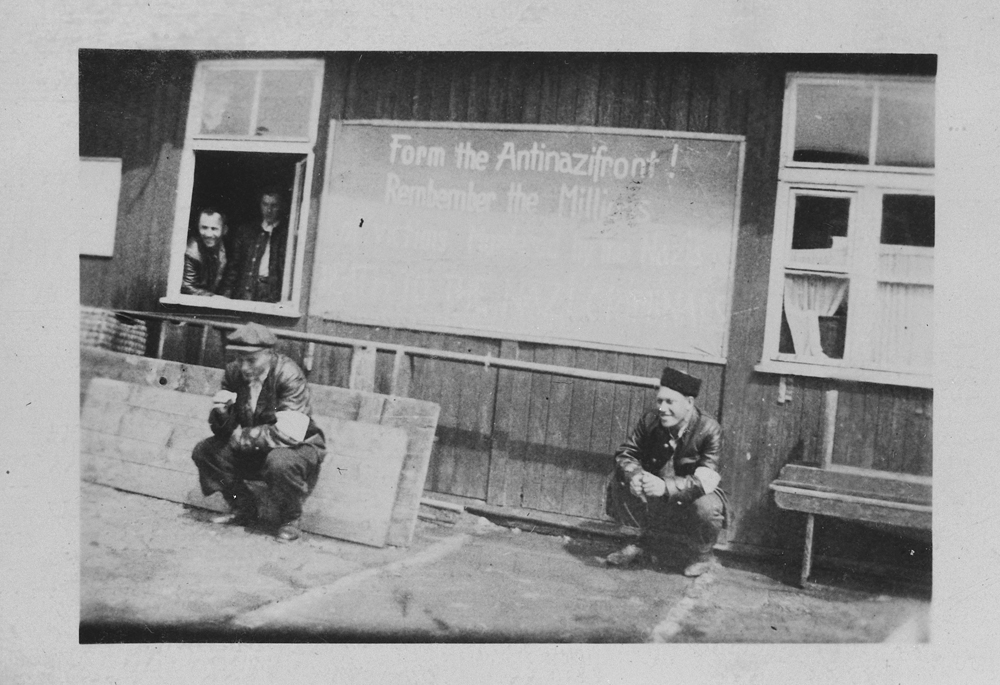
Во время освобождения Бухенвальда на табличке было написано: «Формируйте антифашистский фронт! Помните миллионы жертв, убитых нацистами / СМЕРТЬ НАЦИСТСКИМ ПРЕСТУПНИКАМ»

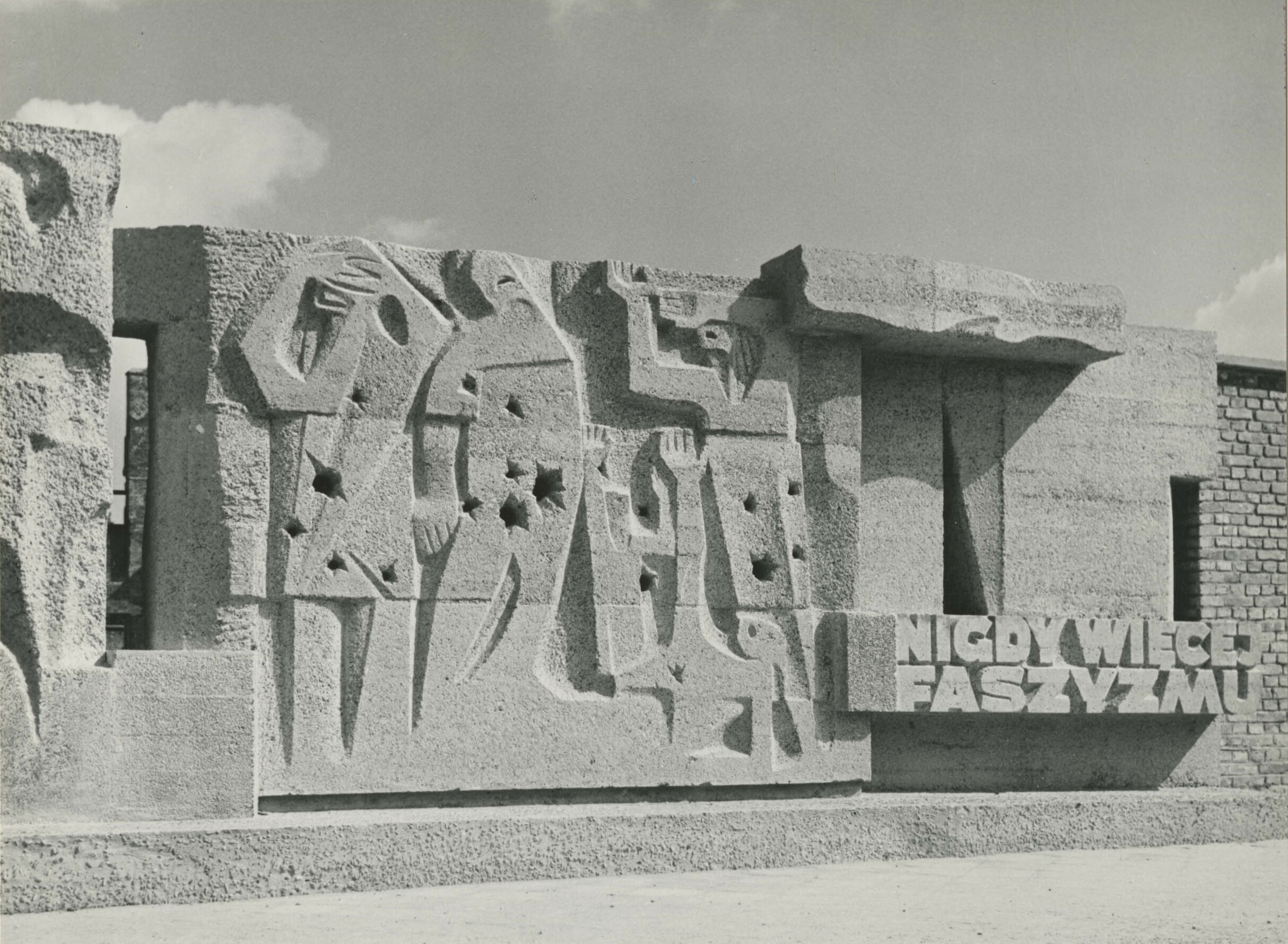
Мемориал тюрьме Радогощ в Лодзи гласит «Никогда больше фашизм»

Лозунг «Никогда больше не падёт Масада!» заимствован из эпической поэмы 1927 года Ицхака Ламдана «Масада». Поэма повествует об осаде Масады, в которой группа сикариев выступила против римских армий и, согласно легенде, предпочла покончить жизнь самоубийством, нежели попасть в плен. В сионизме история Масады стала национальным мифом и превозносилась как пример еврейского героизма. Считающаяся одним из наиболее значительных примеров литературы раннего ишува, история Масады приобрела огромную популярность среди сионистов на земле Израиля и в еврейской диаспоре. Масада стала частью официальной программы обучения ивриту, а этот слоган стал неофициальным национальным девизом. В послевоенном Израиле поведение евреев во время Холокоста неблагоприятно контрастировало с поведением защитников Масады: первых критиковали за то, что они пошли «как овцы на бойню», в то время как вторых хвалили за их сопротивление.
Между 1941 и 1945 годами нацистская Германия и её союзники убили около шести миллионов евреев во время Второй мировой войны в Европе в результате геноцида, который стал известен как Холокост. Фраза «никогда больше» в контексте Холокоста впервые была использована в апреле 1945 года, когда недавно освобождённые выжившие в концентрационном лагере Бухенвальд продемонстрировали её на разных языках на самодельных вывесках. Культурологи Диана И. Попеску и Таня Шульт пишут, что изначально существовала разница между политическими заключёнными, которые использовали лозунг в рамках своей борьбы с фашизмом, и оставшимися в живых евреями, кто поклялся «никогда не забывать» своих убитых родственников и разрушенные общины. Они пишут, что различие было размыто в последующие десятилетия, когда понятие Холокоста стал универсальным. По данным Организации Объединённых Наций, Всеобщая декларация прав человека была принята в 1948 году, потому что «международное сообщество поклялось никогда больше не допускать» зверств Второй мировой войны, и в том же году была принята Конвенция о геноциде. Эрик Сандквист отмечает, что «основание Израиля было основано на предписании помнить историю разрушений — разрушение двух храмов, изгнание и погромы, а также Холокост — и гарантировать, что такие события никогда не повторятся». Лозунг «Никогда больше» использовался в израильских кибуцах к концу 1940-х годов и был использован в шведском документальном фильме «Mein Kampf» в 1961 году.

## Определение

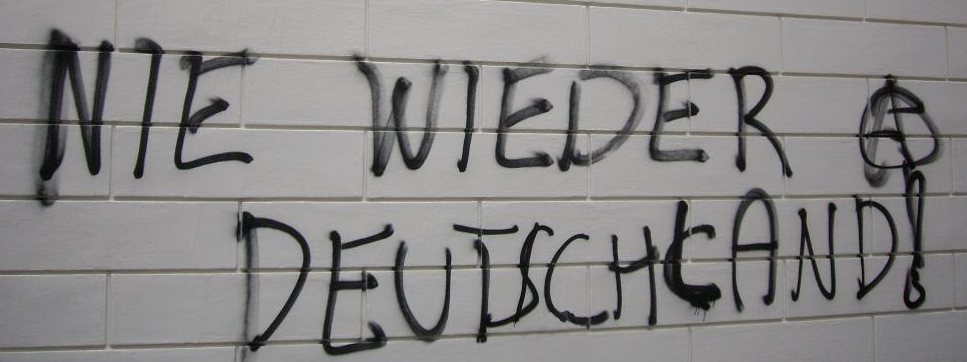
Никогда больше, Германия! Граффити

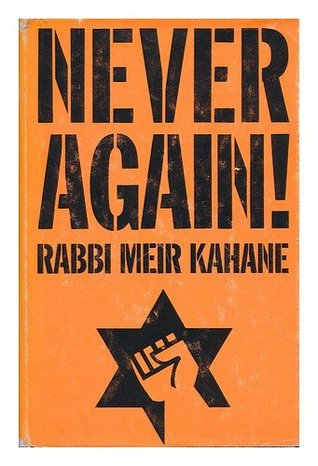
Никогда больше! Программа выживания (1972)

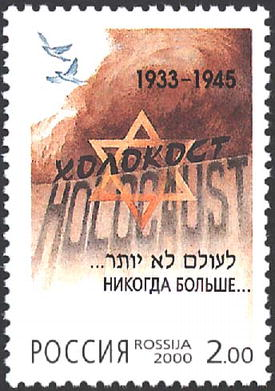
«Никогда больше…» на почтовой марке России 2000 года, посвящённой памяти жертв Холокоста

По словам Ханса Келлнера, эта фраза, несмотря на её не повелительную форму в качестве речевого акта, приказывает кому-то решить, что что-то не должно произойти во второй раз. Некоторые, в первую очередь, евреи, обычно называют это Холокостом. Келлнер предполагает, что это связано с «библейским повелением запоминания» (захор) во Второзаконии 5:15: «И помни, что ты был рабом в земле Египетской, и что Господь Бог твой вывел тебя оттуда через могучей рукой и протянутой рукой». (В Библии это относится к поминанию и соблюдению Шаббата). Это также тесно связано с библейским повелением в Исходе 23: 9: «Не притесняй чужого, потому что ты знаешь чувства пришельца, будучи пришельцами в земле Египетской».
Первоначальное значение фразы, использованной пережившими Холокост, было специфическим для еврейской общины, но позже значение фразы было расширено и на другие геноциды. До сих пор остаётся предметом споров, относится ли «Никогда больше» в первую очередь к евреям («Никогда больше мы не сможем позволить евреям стать жертвами ещё одного Холокоста») или имеет ли это универсальное значение («Никогда больше мир не должен позволить геноциду случиться где-либо против любой группы»). Однако большинство политиков используют его в последнем смысле. Фраза обычно используется в послевоенной политике Германии, но имеет разные значения. Согласно одной интерпретации, поскольку нацизм был синтезом ранее существовавших аспектов немецкой политической мысли и крайней формы этнического национализма, все формы немецкого национализма должны быть отвергнуты. Другие политики утверждают, что нацисты «неправильно использовали» призывы к патриотизму и что необходимо создать новую немецкую идентичность.
Описывая эту фразу, Эллен Посман отметила, что «часто упор на недавнее унижение и предыдущие лишения может привести к общему желанию продемонстрировать силу, которое легко может перерасти в насилие». Меир Кахане, крайне правый раввин, и его Лига защиты евреев популяризировали эту фразу. Для Кахане и его последователей «Никогда больше» относилось конкретно к евреям, и его императив борьбы с антисемитизмом был призывом к оружию, оправдывающим терроризм против предполагаемых врагов. Песня Лиги защиты евреев включала отрывок: «Нашим убитым братьям и одиноким вдовам: / Никогда больше не будет пролита кровь нашего народа / Никогда больше такого не будет слышно в Иудее». После смерти Кахане в 1990 году Шолом Комай, президент Американского еврейского комитета, сказал: «Несмотря на наши значительные разногласия, Меира Кахане нужно всегда помнить из-за лозунга „Никогда больше“, который для многих стал боевым кличем еврейства после Холокоста».

## Современное использование

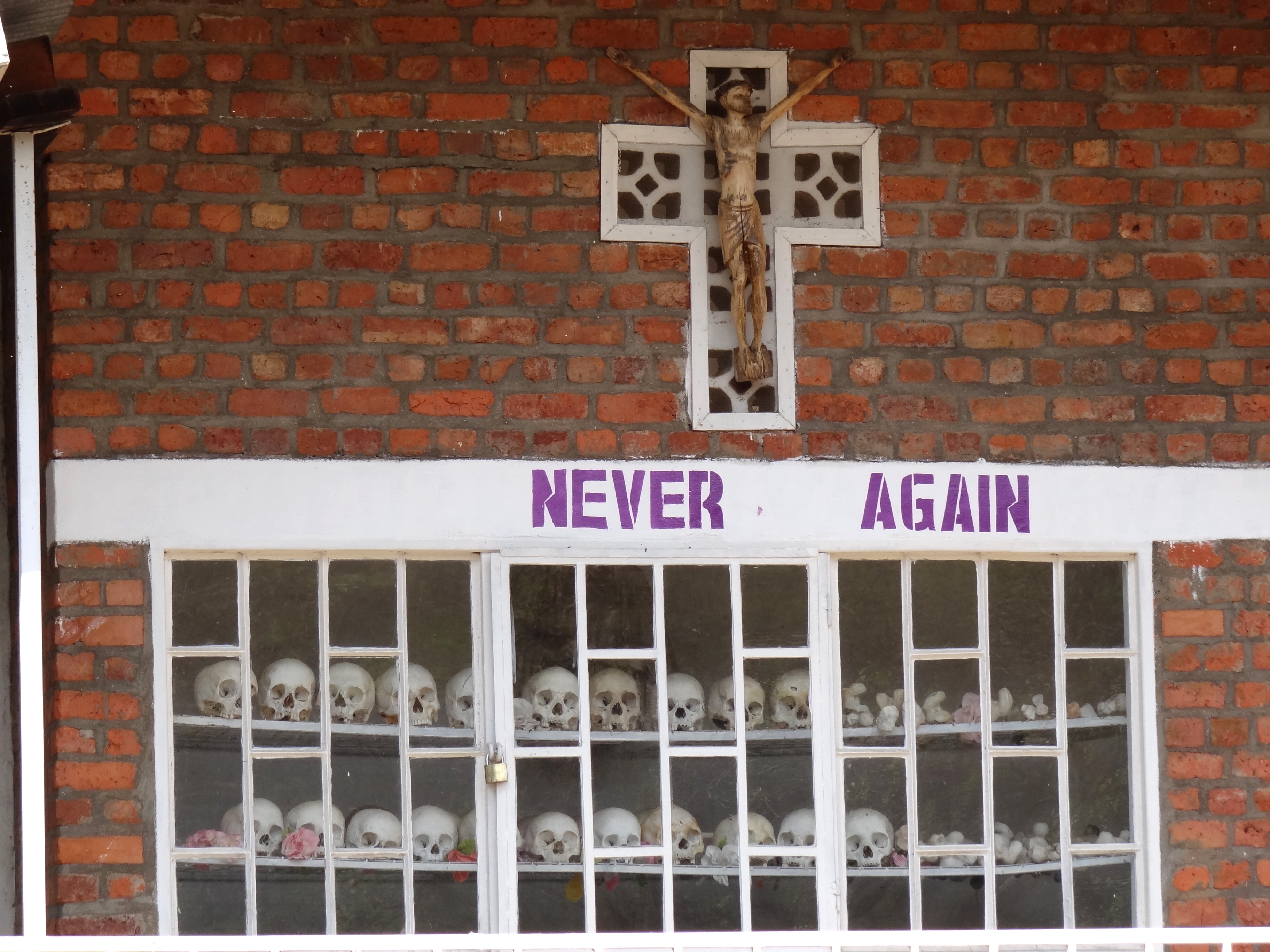
Никогда больше. Мемориал геноциду в Руанде

По словам Аарона Дорфмана, «после Холокоста отношение еврейской общины к предотвращению геноцида было обобщено в моральной философии „Никогда больше“». Это означало, что евреи не позволят себе стать жертвами. Фраза использовалась во многих официальных памятных днях и появляется во многих мемориалах и музеях, включая мемориалы в лагере смерти Треблинка, концентрационный лагерь Дахау а также в ознаменование геноцида в Руанде.
Лозунг широко используется пережившими Холокост, политиками, писателями и другими комментаторами, которые используют его для различных целей. В 2012 году Эли Визель написал: «„Никогда больше“ становится больше, чем лозунгом: это молитва, обещание, клятва… никогда больше не будет прославляться подлое, уродливое, тёмное насилие». Мемориальный музей Холокоста в Соединённых Штатах сделал эту фразу в её универсальном смысле темой своих Дней памяти 2013 года, призывая людей искать «предупреждающие знаки» геноцида.

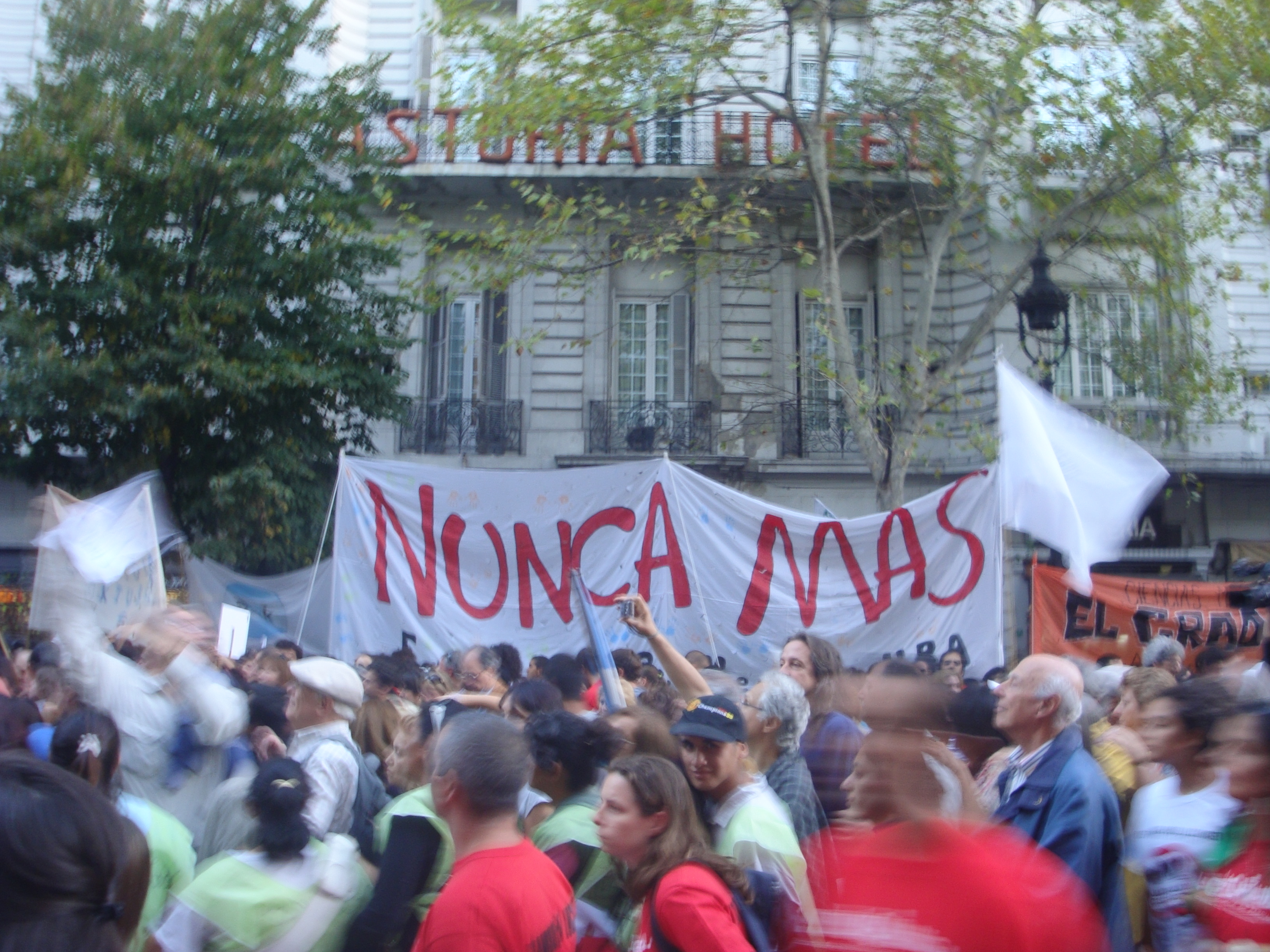
Демонстрация в память о перевороте в Аргентине 1976 года в 2011 году.

В 2016 году Сэмюэл Тоттен предположил, что «когда-то мощное увещевание [стало] клише», потому что оно неоднократно используется, даже когда геноцид продолжает происходить, а осуждение геноцида, как правило, происходит только после того, как он уже закончился. Все большее количество комментаторов указывало, что фраза стала пустой и часто употребляемой. Другие, в том числе Адама Дьенг, отмечали, что после Второй мировой войны геноцид продолжался «снова и снова». В 2020 году несколько критиков правительства Китая использовали эту фразу для обозначения предполагаемого отсутствия международной реакции на геноцид уйгуров.
Несколько президентов Соединённых Штатов, включая Джимми Картера в 1979 году, Рональда Рейгана в 1984, Джорджа Буша в 1991, Билла Клинтона в 1993 и Барака Обаму в 2011 году, обещали, что Холокост больше не повторится и что в ближайшее время будут приняты необходимые действия, чтобы остановить геноцид. Однако геноцид произошёл во время их президентства: геноцид в Камбодже в случае Картера, геноцид Анфаль во время президентства Рейгана, геноцид в Боснии и Герцоговине в годы Буша и Клинтона, геноцид в Руанде при Клинтоне и геноцид езидов в годы президентства Обамы. Эли Визель писал, что если бы лозунг был поддержан, «не было бы ни Камбоджи, ни Руанды, ни Дарфура, ни Боснии». Тоттен утверждал, что эта фраза восстановит свой авторитет только в том случае, если «никто, кроме тех, кто действительно серьёзно настроен на предотвращение нового Холокоста», не прибегнет к ней.

## Другое использование

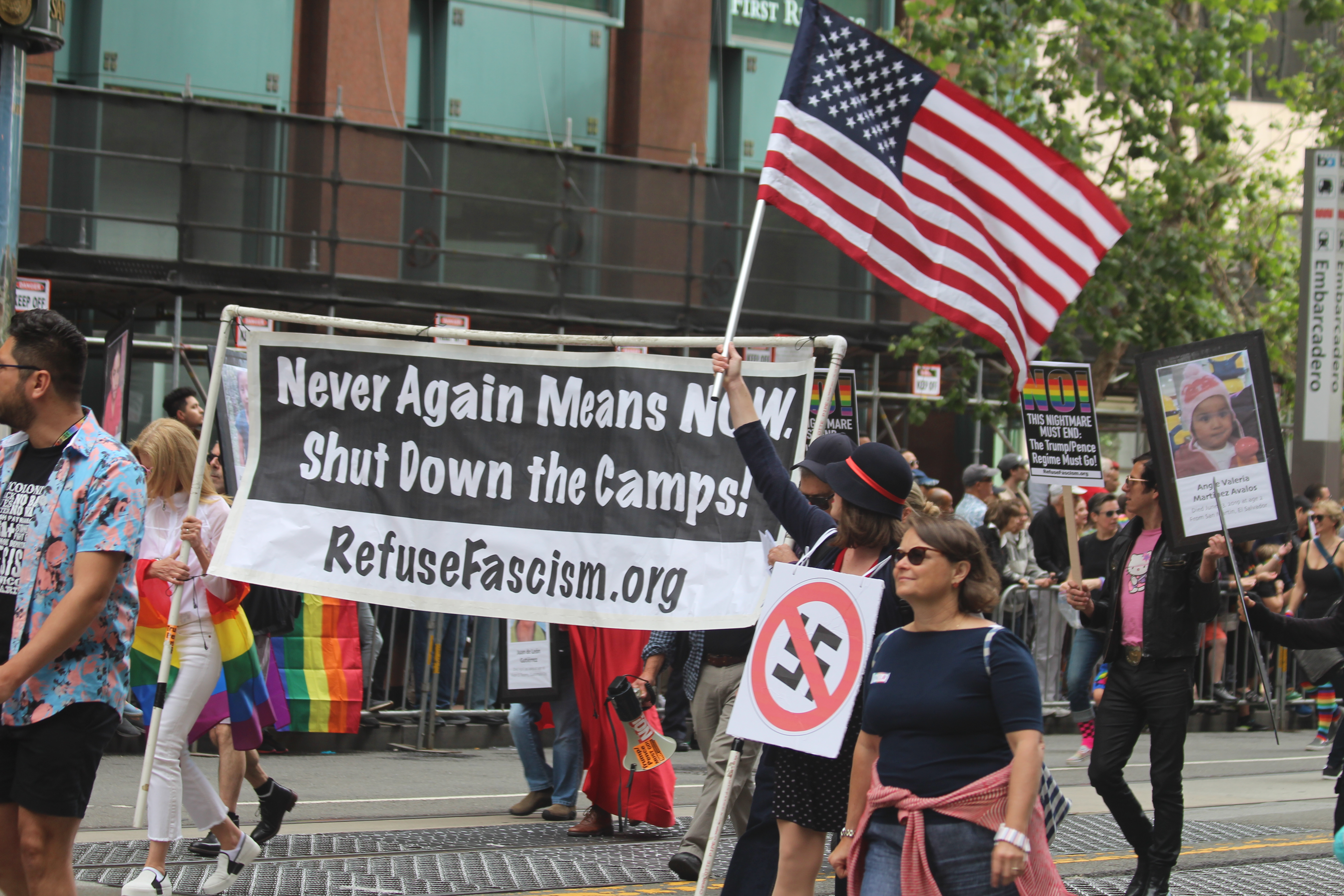
Протест против задержания иммигрантов в США

В Аргентине фраза «Nunca más» (никогда больше) используется в ежегодном Национальном дне памяти правды и закона, посвященном аргентинскому перевороту 1976 года, чтобы подчеркнуть продолжающееся сопротивление военным переворотам, диктатуре и политическому насилию, а также приверженность демократии и правам человека. Лозунг также использовался в ознаменование интернирования американцев японцами и Акта об исключении китайцев.
После терактов 11 сентября президент Джордж Буш заявил, что терроризму не будет позволено «больше никогда» восторжествовать. Он сослался на эту фразу, защищая дело неграждан в военных судах за преступления, связанные с терроризмом, и политику массового наблюдения, принятую его администрацией. Буш сказал: «Иностранным террористам и агентам больше никогда нельзя позволять использовать наши свободы против нас». Его слова перекликались с речью, которую его отец произнёс после победы в войне в Персидском заливе: «никогда больше не быть заложником тёмной стороны человеческой натуры».
Эта фраза использовалась политическими группами «Never Again Action», выступающей против задержания иммигрантов в Соединённых Штатах, и «Never Again MSD», выступающей против насилия с применением огнестрельного оружия после стрельбы Стоунмана Дугласа.